# Phragmidium sanguisorbae
Phragmidium sanguisorbae (DC.) J. Schröt. – gatunek grzybów z rodziny Phragmidiaceae. Grzyb mikroskopijny pasożytujący na niektórych gatunkach roślin z rodziny różowatych. Występuje także w Polsce.

## Systematyka i nazewnictwo
Pozycja w klasyfikacji według Index Fungorum: Phragmidium, Phragmidiaceae, Pucciniales, Incertae sedis, Pucciniomycetes, Pucciniomycotina, Basidiomycota, Fungi.
Po raz pierwszy takson ten opisał w 1815 r. Augustin Pyramus de Candolle, nadając mu nazwę Puccinia sanguisorbae. Obecną, uznaną przez Index Fungorum nazwę nadał mu w 1887 r. Joseph Schröter.

## Charakterystyka
Miodowej barwy, okrągławe spermogonia powstają w grupach na liściach w obrębie fioletowych plam. Mniejsze, pomarańczowe ecja tworzą się zwykle w pierścieniach wokół spermogoniów. Na liściach są okrągłe, na ogonkach liściowych i na nerwach bardziej wydłużone. Otoczone są zakrzywionymi wstawkami. Ecjospory 18–25 × 16–22 µm, kuliste lub elipsoidalne, żółte, o ścianie gęsto brodawkowatej z 6–8 niewyraźnymi porami rostkowymi. Uredinia przeważnie w rozproszeniu na dolnej stronie liści, bardzo małe (o średnicy poniżej 0,25 mm), pomarańczowożółte, otoczone zakrzywionymi wstawkami o długości 30–50 µm i szerokości 10–17 µm. Urediniospory 17–24 × 16–20 µm, kuliste do elipsoidalnych, pomarańczowo-żółte, o ściankach grubości 1–1,5 µm, kolczaste z 6–8 niewyraźnymi porami rostkowymi. Telia na dolnej stronie liści, o średnicy 250–1000 µm, rozproszone, zaokrąglone, otoczona licznymi, maczugowatymi, zakrzywionymi wstawkami o długości do 60 µm. Teliospory 40–70 × 20–26 µm, cylindryczno-elipsoidalne do cylindrycznych, zwykle 4–komórkowe, ale niektóre z 2–5 komórkami, lekko zwężone w przegrodzie, na wierzchołku z zaokrągloną, szklistą brodawką o długości do 5 µm, z zaokrągloną podstawą, ciemnobrązowe, o ścianie z rozproszonymi brodawkami, z 2–3 porami w każdej komórce. Trzonek 20–25 × 10–14 µm, szklisty, bardzo grubościenny.
Pasożyt obligatoryjny, jednodomowy i pełnocyklowy. Znaczy to, że może się rozwijać tylko na żywych organizmach, jego rozwój odbywa się na jednym tylko żywicielu, i w trakcie tego rozwoju wytwarza wszystkie 5 właściwych dla rdzy rodzajów zarodników. Jego żywicielami są niektóre gatunki roślin z rodziny różowatych: krwiściąg ciernisty (Sarcopoterium spinosum), krwiściąg mniejszy (Sanguisorba minor), krwiściąg lekarski (Sanguisorba officinalis), Sanguisorba rupicola, Sanguisorba verrucosa, Marcetella moquiniana.